# Consuelo Berges
Consuelo Berges Rábago (Ucieda, 1899 – Madrid, 23 dicembre 1988) è stata una traduttrice e giornalista spagnola.

## Biografia
Figlia di madre single appartenente a una famiglia di liberi pensatori repubblicani, non ha frequentato la scuola. La sua istruzione si compie leggendo i libri della vasta biblioteca familiare, in spagnolo e in francese. A quindici anni si trasferisce a Santander, nella casa della famiglia paterna, per preparare l'esame di ammissione alla Scuola Normale per maestre, i cui metodi si ispirano alle nuove teorie pedagogiche dell'Institución Libre de Enseñanza.
Dopo il suo esame, esercita a Cabezón de la Sal. Pubblica nel giornale La Región i suoi primi articoli, sotto lo pseudonimo di Yasnaia Poliana e più tardi ne El Sol di Madrid, La Nación di Buenos Aires e la Revista de las Españas, pubblicata dall'Unione Ibero-Americana a Madrid. Le sue opinioni suscitano l'interesse degli intellettuali dell'epoca: si avvicina a Clara Campoamor, Concha Méndez, Azorín, José Ortega y Gasset, Rosa Chacel, Waldo Frank, Francisco Ayala, María Zambrano, Max Nordau.
Nel dicembre 1926, con l'instaurazione della dittatura di Primo de Rivera, va in esilio ad Arequipa, in Perù, dove si stabilisce nella casa della cugina Julia Gutiérrez, proprietaria dell'unica libreria della città. Insegna grammatica in una scuola, collabora con articoli letterari in Las Noticias, e dà conferenze in cui solleva diverse reazioni, come in occasione dell'incontro su "Los mitos indianistas" svoltosi nel 1927 all'Università di Santo Agustín, in cui si dimostra indifferente all'indigenismo sottoscritto dagli intellettuali americani, discendenti di ispanici, "senza un accenno di sangue indigeno o desiderio di assumersi le proprie responsabilità, attribuendo tutto alla colonizzazione spagnola".
Nel novembre di 1928 viaggia in Bolivia e Argentina; a Buenos Aires, collabora con El Diario Español, finanziato dall'ambasciata spagnola. L'ambasciatore, Ramiro de Maeztu è costretto a rispondere agli articoli incendiari che Berges scrive contro il tentativo - proposto dalla sua ambasciata - di unire i residenti spagnoli in Argentina nell'Unione patriottica spagnola del dittatore Miguel Primo de Rivera.
Nel 1929 è nominata direttrice della rivista Cantabria del Centro Montañés, e collabora con Avelino Gutiérrez nell'Istituto Culturale Spagnolo. Collabora anche nella redazione del supplemento letterario de La Nación di Buenos Aires, diretto da Enrique Méndez Calzada, e il cui segretario era Guillermo de Torre, fa parte del suo gruppo di amici, accanto ad Alfonsina Storni, Concha Méndez e Salvadora Leguina.
Nel 1931, dopo la proclamazione della Repubblica, torna in Europa con Concha Méndez e si reca a Parigi, dove la accolgono la cugina Julia Gutiérrez, giunta da Arequipa con i suoi quattro figli, e la cugina pittrice María Blanchard, che si è convertita al cattolicesimo, come l'amico Paul Claudel, e che pur essendo a conoscenza delle sue idee anarchiche e anticlericali la invita insistentemente a visitare chiese e ad assistere a messe.
Nei giornali e riviste in cui collabora, Consuelo Berges difende le sue idee libertarie e il voto femminile propugnato nel Congresso dei Deputati dall'amica Clara Campoamor, contro il parere di Vittoria Kent e di quanti pensavano che le donne non fossero in grado di esercitare una vera autonomia pubblica e che il loro voto sarebbe stato di orientamento conservatore.
Alla fine del 1931 arriva a Madrid, chiamata da Clara Campoamor, che le propone vari incarichi nella nuova Repubblica, che però lei rifiuta. Continua a scrivere i suoi articoli per vivere e difendere le sue idee, mentre lavora come bibliotecaria nell'Archivio del Consiglio Provinciale di Beneficenza. Collabora nelle pubblicazioni della CNT, FAI e Mujeres Libres, e, sotto il nome di iniziazione di Yasnaia, diventa membro della Loggia massonica di Adozione Amore di Madrid, costituita il 2 dicembre 1931 sotto gli auspici della loggia Mantua dipendente dalla Gran Loggia Spagnola; le sue attività massoniche sono rivolte al conseguimento dell'eguaglianza di eguali diritti massonici per uomini e donne.
Nel 1935 per eludere la censura del «bienio nero» di Lerroux e Gil-Robles, pubblica clandestinamente il suo libro Explicación de Octubre sulla Rivoluzione del 1934, diffuso ampiamente nei circoli massonici e rivoluzionari.
Nel luglio 1936, in seguito alla sollevazione militare, il Consiglio Provinciale di Beneficenza le assegna il compito di portare in salvo, lontano dai bombardamenti, i bambini dell'orfanotrofio della Guindalera, abbandonato dalle monache. Giunta a Granollers, lascia i bambini alle cure delle sue collaboratrici e si dirige a Barcellona. Lì, lavora nella rivista Mujeres Libres con Baltasar Lobo, Rosa Chacel, Soledad Estorach Esterri, Carmen Conde, Pepita Carpena, Sara Berenguer, María Jiménez, Conchao Liaño, Lola Iturbe, Antonia Fontanillas, Mercedes Comaposada Guillén, e partecipa alle missioni di alfabetizzazione (il 50% delle donne spagnole erano analfabete), di propaganda su metodi contraccettivi, contro la prostituzione forzata, offrendo alternative lavorative degne, e rivendicando i diritti lavorativi, sociali e familiari per le donne.
Nel febbraio 1939 è costretta a fuggire dal suo paese a piedi, sotto le bombe, durante la Retirada, tra le migliaia di vittime, profughi ed esiliati della guerra in Spagna. Giunta a Parigi, senza documenti e denaro, viene accolta dagli amici Baltasar Lobo e Mercedes Comaposada Guillén. Vive a Parigi in clandestinità per quattro anni, e si mantiene dando lezioni di spagnolo e scrivendo articoli per giornali e riviste argentine.
Nel 1943 viene arrestata dai tedeschi, che trovandola senza documenti pensano sia ebrea. Durante i mesi in cui rimane in custodia, per evitare di essere rimpatriata in Spagna non si dichiara né ebrea né spagnola. Alla fine i tedeschi la consegnano alle autorità spagnole, che la inviano in un campo di concentramento con altri rimpatriati.
Grazie all'aiuto dell'amica Matilde Marquina e del suo parente Luis de la Serna, offertisi a farle da garante, Berges evita il carcere. Tuttavia, non le è permesso di lavorare come insegnante, né di scrivere sulla stampa; per timore di rappresaglie, non può firmare gli articoli che invia all'estero. Per sopravvivere traduce opere dal francese di autori come Saint-Simon, La Bruyère, Flaubert, Marcel Proust, Stendhal.
Durante molti anni vive l'«esilio interno» per le sue preferenze repubblicane, e lotta per nobilitare le condizioni di lavoro dei traduttori e per rivendicare i diritti d'autore per le traduzioni. Nel 1955 fonda con la traduttrice spagnolo-cinese Marcela de Juan l'Associazione Professionale di Traduttori e Interpreti.
Nel 1956 ottiene il premio Fray Luis de León per la traduzione di Historia de la España cristiana, di Jean Descola.
Nel 1982 fonda il Premio Stendhal di traduzione, che, diventato annuale dal 1990, premia traduzioni dal francese al castigliano. Nel 1983 richiede una borsa di studio per la creazione letteraria dal Ministero della Cultura, come ultima risorsa per garantirsi una sussistenza economica.
Consuelo Berges è morta a Madrid all'età di 89 anni. C'è una strada a lei dedicata a Santander.

## Opere
- Escalas 1930, Buenos Aires, Talleres Gráficos Argentinos, 1930.
- Concepción Arenal: Algunas noticias de su vida y obra, Edit Gráf. Maxera y Cia, 1931.
- La mujer y la masonería. Boletín Oficial de la GLE, agosto, septiembre de 1932.
- Explicación de Octubre, 1935.
- Stendhal. Su vida, su mundo, su obra, Madrid, Aguilar, 1962.
- Stendhal y su mundo, Madrid, Alianza Editorial, 1983.

### Traduzioni
Consuelo Berges ha iniziato la sua carriera professionale nel giornalismo, ma si è dedicata fin da subito alla traduzione. Quando ha ricevuto il primo riconoscimento istituzionale aveva già tradotto Bernanos, Rousseau, Saint-Simon e soprattutto Stendhal.
Tra le opere tradotte vi sono le seguenti:
- René Descartes: Las pasiones del alma (Aguilar)
- Jean de La Bruyère: Los caracteres o las costumbres de este siglo (Aguilar)
- Louis de Rouvroy de Saint-Simon:
  - La corte de Luis XIV (Espasa-Calpe)
  - De Duque de Anjou a Rey de las Españas (Aguilar)
  - La Princesa de los Ursinos (Aguilar)
  - Retratos proustianos de cortesanas (Tusquets)
- Jean-Jacques Rousseau: El contrato social (Aguilar)
- Jean le Rond d'Alembert: Discurso preliminar de la Enciclopedia (Orbis)
- Stendhal:
  - Obras Completas (Aguilar)
  - Armancia (Alianza Editorial)
  - Rojo y negro (Alianza Editorial)
  - La cartuja de Parma (Alianza Editorial)
  - Crónicas italianas (Alianza Editorial)
  - Del amor (Alianza Editorial)
  - Ernestina o El nacimiento del amor (Alianza Editorial)
  - Lamiel (Alianza Editorial)
  - Luciano Leuwen (Alianza Editorial)
  - Paseos por Roma (Alianza Editorial)
  - Vida de Henry Brulard. Recuerdos de egotismo (Alianza Editorial)
  - Vida de Mozart (Alba Editorial)
  - Vida de Rossini followed by Notas de un "dilettante" (Aguilar)
  - Relatos (Salvat)
  - Napoleón (Aguilar)
  - Vanina Vanini y otros cuentos (Bruguera)
  - Una interpretación sensual del arte (Tusquets)

- Honoré de Balzac: Un asunto tenebroso (Salvat)
- Gustave Flaubert:
  - Madame Bovary (Alianza Editorial)
  - Un alma de Dios (Plaza & Janés).
  - Tres cuentos. Diccionario de tópicos (Bruguera)
- Auguste Comte: Curso de filosofía. Discurso sobre el espíritu positivo (Aguilar)
- Marcel Proust:
  - En busca del tiempo perdido. 4: Sodoma y Gomorra; 5: La prisionera; 6: La fugitiva; 7: El tiempo recobrado (Alianza Editorial)
  - Jean Santeuil (2 vols., Alianza Editorial)
  - Los placeres y los días. Parodias y misceláneas (Alianza Editorial)
- Waldemar Bonsels: Viaje a la India (Aguilar)
- Henri Focillon: El año mil (Alianza Editorial)
- Georges Bernanos: Un mal sueño (Luis de Caralt)
- André Breton: Magia cotidiana (Editorial Fundamentos)
- Jean Sermet: España del sur. Andalucía y Extremadura (Editorial Juventud)
- Jean Descola:
  - Historia de la España cristiana (Aguilar)
  - Los conquistadores del Imperio español (Editorial Juventud)
  - Historia de España (Editorial Juventud)
  - Los libertadores (Editorial Juventud)
  - Cristóbal Colón (Editorial Juventud)
  - Hernán Cortés (Editorial Juventud)
- Mouloud Mammeri: La colina olvidada (Luis de Caralt)
- Annette Vaillant: Bonnard o el gozo de ver (Alianza Editorial)